# 하와이 축구 국가대표팀
하와이 축구 국가대표팀(Hawaiʻi national football team)은 태평양 중부에 위치한 미국 영토의 일부인 하와이 제도 사람들을 대표하는 축구팀이다. 국제 축구 연맹, 북중미카리브 축구 연맹 또는 오세아니아 축구 연맹 소속이 아니므로 FIFA 월드컵, CONCACAF 골드컵 또는 OFC 네이션스컵에 참가할 수 없다. 대신 독립 축구 협회 연맹에 가입하여 해당 연맹 주최의 대회에 참가한다.

## 같이 보기
- 하와이 왕국
- 하와이 주권운동